# Strigamia
Strigamia är ett släkte av mångfotingar som beskrevs av Gray 1843. Strigamia ingår i familjen spoljordkrypare.

## Dottertaxa tillStrigamia, i alfabetisk ordning[1][2]
- Strigamia acuminata
- Strigamia alokosternum
- Strigamia bicolor
- Strigamia bidens
- Strigamia bothriopus
- Strigamia branneri
- Strigamia caucasia
- Strigamia cephalica
- Strigamia chionophila
- Strigamia cottiana
- Strigamia crassipes
- Strigamia crinita
- Strigamia engadina
- Strigamia epileptica
- Strigamia exul
- Strigamia filicornis
- Strigamia fulva
- Strigamia gracilis
- Strigamia herzegowinensis
- Strigamia hirsutipes
- Strigamia japonica
- Strigamia kerrana
- Strigamia laevipes
- Strigamia longicornis
- Strigamia maculaticeps
- Strigamia maritima
- Strigamia monopora
- Strigamia munda
- Strigamia olympica
- Strigamia parviceps
- Strigamia platydentata
- Strigamia pseudopusillus
- Strigamia pusilla
- Strigamia sacolinensis
- Strigamia sibirica
- Strigamia taeniophera
- Strigamia transsilvanica
- Strigamia tropica
- Strigamia walkeri